# Thierry Tazemeta
Thierry Fidjeu Tazemeta (Douala, 13 oktober 1982) is een Equatoriaal-Guinees voetballer die eveneens een Kameroens paspoort heeft. Hij verruilde in januari 2014 SV Horn voor Thai Port FC.

## Carrière
Tazemeta begon aan zijn carrière bij de jeugd van Kadji Sports Academy. In 2003 ging hij naar de Maltese club Xewkija Tigers FC. Hij speelde daar één jaar en werd verkocht aan SV Horn. Hij speelde daar twee jaar en maakte in 23 wedstrijden twintig doelpunten. In 2006 ging hij naar SC Schwanenstadt en in 2007 naar SK Austria Kärnten. In 2008 ging hij naar Maccabi Netanya. Dat verkocht hem een jaar later aan Diyarbakirspor.